# ماثيو تايلور (ممثل)
ماثيو تايلور هو ممثل كندي، ولد في 1953 بتورونتو في كندا.

## أعمال

### أفلام
- (2003) جوثيكا[1]
- (2004)  نهاية العالم[2]
- (2005) رجل السندريلا[3]
- (2006) رقم الحظ سليفين
- (2011) المخلدون[4][5]
- (2012)  الجزاء[6]

## وصلات خارجية
- ماثيو تايلور على موقع IMDb (الإنجليزية)
- ماثيو تايلور على موقع ألو سيني (الفرنسية)
- ماثيو تايلور على موقع أول موفي (الإنجليزية)
- ماثيو تايلور على موقع قاعدة بيانات الأفلام السويدية (السويدية)
- ماثيو تايلور على موقع قاعدة بيانات الفيلم (الإنجليزية)
- ماثيو تايلور على موقع كينوبويسك (الروسية)